# Berggröe
Berggröe eller berggro (Poa compressa) är ett gräs, vars strå är starkt tillplattat, vilket är anledningen till compressa i det vetenskapliga namnet.
Berggröe nöjer sig med mager mark, växer t.o.m. i bergsprickor, därav namnet. Marken kan gärna vara något sur med pH 5,5—6,5. På mager mark är den invasiv, det vill säga sprider sig lätt och konkurrerar ut andra växter, och klassas därför ibland som ogräs. På god mark klarar sig andra växter bättre mot utslagning. Förökning sker med rottrådar och frön, varav det går 5,5 miljoner på ett kg.
Detta gräs är allmänt i hela Europa utom längst i söder, och finns i stora delar av Afrika, Asien och Australien. I Nordamerika är det inte ursprungligt, vilket man ett tag trodde, utan har importerats från Europa. Nu har berggröe spritt sig till Kanada och hela USA, inklusive Alaska och Hawaii, men exklusive Florida.
Berggröe är värdefullt som foder till såväl boskap som vilda djur, både stora och små.